# 认识论
認識論（英語：Epistemology，i/ɪˌpɪstəˈmɒlədʒi/；來自古希腊语（epistḗmē）“知識”，和学科词缀-logy），或稱知識論，是有關知識的哲學分支。認識論者研究知識的性質、起源和範圍、認識論的正當性、信念的合理性以及各種相關問題。認識論被認為是哲學的一個主要子領域，其他主要子領域則有倫理學、邏輯學和形而上學等。
認識論研究知識的性質、起源和範圍，以及證成、理性或信念等相關問題。認識論中的論辯大多集中在四個核心領域：
1. 對知識本質和信念構成知識所需條件的哲學分析，如真理和證成（英语：Justification (epistemology)）（或稱理由論，認識論概念之一）
2. 知識和正當信念的潛在來源，如感知、推理、記憶和證詞（testimony）
3. 知識體系或被證明的信念的結構，包括是否所有被證明的信念都必須來自被證明的基礎信念，或者證明是否只需要一組連貫的信念
4. 哲学怀疑论，它質疑知識的可能性，以及相關問題，如懷疑論是否對人們的普通知識主張構成威脅，是否有可能反駁懷疑論論點

在這些論辯和其他論辯中，認識論旨在回答諸如“我們知道什麼？”、“知道是什麼意思？”、“是什麼使被證明的信念被證明是正當的？”和“我們如何知道？我們知道嗎？”等。认识论专业领域提出的问题包括：“人们如何建立与知识相关问题的形式模型？（形式认识论）”、“不同种类知识变化的历史条件是什么？（历史认识论）”、“认识论探究的方法、目的和主题是什么？（元认识论）”，以及 “人们是如何共同认识的？（社會認識論）”等。

## 知识的定义

### 被证实的真实的信念
关于知识的著作中，最有影响力的著作是柏拉图的《泰阿泰德篇》，书中他发展了知识的定义。我们知道，想要被定义为知识，它必须是被證實的，并且必须被我们相信是真的。苏格拉底认为这还不够，人们还必须为之找到理由或证明。
柏拉图将知识定义为被证实真实的信念（被相信的事物）。 也就是：一個陈述要成為知识，必須符合三个準則：被证实的（justified）、真的（true）和被相信的（believed）（JTB理論）。
这个定义暗示我们不能因为「相信一件事并且那件事是真实的」便说我们知道（了解）这件事。一个没有任何医学知识的病人相信他很快会康复，即便日后事实如此，我们不能说这个病人「知道」他会好，因为他的相信在当时缺乏证实。
因此知识由于证实而区别于人们所相信并且真实的事。认识论所解决的问题就是怎样恰当地证实真实的相信。人们有时将这称为实证理论。
《泰阿泰德篇》中的定义认为我们可以相信一件事而不去知道它。它暗示我们可以相信一切我们所知道的事。这样，我们可以知道的事是我们可以相信的事的子集。

### 定义知识的困难
JTB理論的定义在20世纪受到了严厉的批评，当时爱德蒙德·葛梯尔给出了一系列反例。
在哲学史上大部分时间，知识意味着被证实有绝对真实性的相信。任何缺乏绝对真实的都叫做「可能的观点」。这种观点至少在伯特兰·罗素在20世纪早期的作品《哲学问题》中还很流行。在随后的几十年中，这种观点开始失去了人们的关注。
在二十世紀中葉，多數哲學家接受一種類似於《泰阿泰德篇》中對知識的定義，該定義認為，一個人S知道一件事P，若且唯若：
1. P是真的；
2. S相信P；
3. S對P的相信是有證成的（或是說有充分的理由或證據支持P）。

但爱德蒙德·葛梯尔於西元1963年發表的論文中批評上述對知識的定義。他指出，只要接受兩個條件，那麼在某些情況下，即使一個人所相信的事是得到證實的，而且他所相信的事也是真實的，但他對他所相信的事依然沒有知識。而他提出的兩個條件分別是：
1. 在上述的知識定義中，對於證實的要求將容許一個人有證實地相信一件不真實的事情；
2. 當一個人相信的一件事情是被證實的，並且從那件事可以演繹地推論出另一件事情時，他對被推論出來的另一件事的相信也會是被證實的。

而他所提出的批評，就被稱為葛梯尔问题。

### 先验与后验知识
先验（独立于经验）知识和后验（通过经验）知识之间的区别是认识论中最重要的区别之一。这些术语源自亚里士多德的《工具論》的分析方法，可以粗略地定义如下：
- 先验知识指独立于经验就可得到的知识（即透过非经验途径，通常是理性）。
- 后验知识指需要透过经验而获得或证实的知识（即透过经验途径的获得）。

认识论的核心问题之一为是否存在先验综合知识（康德）。概括地讲，理性主义者认为其存在，因而就要面对“先验综合知识如何可能”的问题。相反的，经验主义者认为所有的知识在一定程度上都是外界经验的体现，并不存在先验综合知识。
经常被认为有着先验地位(priori status)的知识领域是逻辑和数学，他们探讨的主要是抽象的、形式上的对象（客体）。
经验主义者否认这些领域有先验知识。两个较著名的反驳是这些知识都是透过经验得来的（如 约翰·斯图亚特·穆勒）及这些领域不构成真正的知识(如休谟)。

### 知识相信与信仰相信

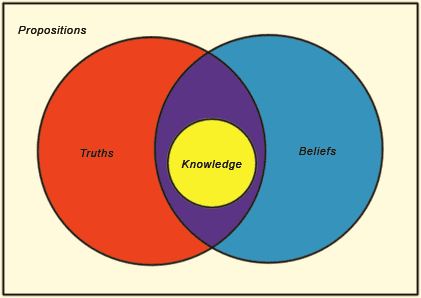
知识既是真的，又被相信是真的，是二者交集。

在详细考虑知识的定义之前，区分「相信」的具有轻微不同意义的两个含义是很必要的。第一个含义是在某事缺乏足够证据时仍相信它的真实性。在此意义上，一个人可以在意识到自己找不到足够证据的情况下相信 幽灵或一些类似的现象。一个人可能会说“我知道行公路没有坐飞机安全，但我就是不相信”这是一种非理性的恐惧。
第二个含意中，相信某事就意味着认为其是正确的。相信一件事就是单纯透过思考。哲学家们在探讨知识时运用的就是这种相信。这里的逻辑是，一个人想了解一件事物，就必须相信它是真的。
如果有人说「我知道A，但我不相信它是真的。」再假設「甲知道A」代表「甲認為A是知識」之下，依認識論對知識的定義，此陳述是矛盾的。
知识与信仰及观点不同。某人声称他相信一件事是事实，当然他有可能犯错误。对于知识却不是这样的。例如，小明认为一座桥是安全的并试图通过它，不幸的是，小明的重量使桥坍塌了，我们可以说小明「相信」桥是安全的，但他错了。但我们不能说他「知道」桥是安全的，因为桥并不安全。如果一件事想成为知识，它必须是真的。這裡也就觸及另一思辨哲學領域本體論的部分，並必須確認桥每一次都安全或不安全，實際上，也是不可能完全"有效"確知的，原因是人類尚無法"測得"宇宙所有不可見粒子(因子)。
故而信仰（英語：Faith）與相信（英語：Believe）不同，信仰是即使普遍經驗顯示是錯的，但憑著信仰與累積的「特殊經驗」或「個人經驗」等「超自然經驗」，卻「繼續相信」下次會轉變為對的，顯示出「偶發狀況」或一連串持續性地「偶發狀況」。
同样的，两个人可以「相信」相互矛盾的两件事，但他们不能「知道」相互矛盾的两件事。例如，小明可以「相信」桥是安全的，而同时小刚相信它不安全。但他们不能同时知道两件相互矛盾的事，而持定信仰的人卻能同时知道两件相互"矛盾反合"的事，為「反合性」，簡單理解即是既「反常識性」又「合理則性」，因為小明可能體重較輕，小刚可能體重較重，或是小明過橋時可能「剛好」有強烈上升氣流，小刚過橋時可能「剛好」有強烈下降氣流...。這種現象往往具備無法重複性，無法做第二次驗證，因為，橋已經斷了、或是快斷了...，所以都只能是「剛好」或「偶發狀況」，顯出人類認知的極限或有限，若是在物理界方面的現象則例如：波粒二象性。
在基督教神學中，觀察人認識（神）的四個向度區塊分類:
| ---    | 我知道 | 我不知 |
| ------ | ------ | ------ |
| 你知道 | 已知區 | 學習區 |
| 你不知 | 解說區 | 未知區 |

### 区分知道与能不能做
若小丽说：“自由式”（捷泳）是最快的游泳姿势。游法是摆动双腿，及手臂向前面划出近圆状。”
依小丽的说话来看，小丽可能具有相关自由式的知识并真的会游自由式。若小丽的知识单是从百科全书中得来，她就没有游自由式的技能。换句话说她有命题性知识，却没有任何过程性知识；也就是知道理论，但不会做。
所謂過程性知識有各種稱法：程序性知識、知道如何、實踐知識、踐行知識、行動知識。關於實踐知識的一個哲學討論是：知道如何（knowing-how）是知道如此（knowing-that）的一種嗎？

## 证实的理论

### 反理性主义
有些试图证实知识的方法是非理性的，他们拒绝承认证实必须遵从逻辑或推理。虚无主义开始是一种唯心主义政治哲学，但有时会被重定义为知识不可证实这一明显荒谬的理论，这一论调的荒谬之处在于它自相矛盾地声称人「知道」知识不可能，但也许对于虚无主义者来说，自相矛盾也许并不重要。
神秘论利用非理性的手段来到达相信，并认为相信的事物就是知识。例如，根据自己的情感而认定某事的真实性被认为是认识论神秘主义，而透过推论逻辑和科学实验得出结论则不是。一个人相信某事存在只凭个人的愿望就是一个例子。撕着菊花花瓣并念着：“他爱我/他不爱我”也是一个例子。此例中的神秘主义体现在女孩首先假设了撕花瓣的方法有预言的能力而不需要理性的证据。在这两个例子中，人们的相信不透过理性的手段证实。神秘主义并不一定是一个有意识的过程，人们会在不知不觉中陷入神秘主义。

### 理性
如果一个人不拒绝理性，但仍认为知识不能被证实，他就被叫做怀疑论者。怀疑论者认可推理，因此他们可以用逻辑论证他们的观点，因此他们有更坚实的哲学基础。
例如，根据后推理论，我们可以要求任何陈述的证实。如果证实以陈述形式存在，我们可以再要求这个陈述被证实，如此下去。这似乎导致了无止境的后推。
想验证每一步的论证是否令人满意是不可能的，这样一连串的论证就导致了怀疑主义。
另外，我们可以声称有些陈述不需证实。认识论的历史大半部分演绎着针锋相对的哲学观点争论某一种知识有着特殊地位的故事。这种观点叫做基础主义。
我们也可以认为一陈述必须被另一陈述支持这一假设是误导的，这样就可以避免走入后推的怪圈。融贯主义认为一陈述不可以被其他知识的一个小小子集而证实，而应该被整个集合证实。也就是说，一个命题如果与这个系统中所有知识相统一，就可以说它被证实了。这既避免了后推的怪圈，也不用特别指出某一陈述的特殊地位。

### 分析及综合陈述
有些陈述看起来只要人们理解了它的含义就不需要任何证实。例如“我父亲的弟弟是我的叔叔”。哲学家将这样的陈述叫做「分析式」，更确切地讲，就是宾语的概念包含在主语里。如上面的例子，叔叔(宾语)的概念包含在我父亲的弟弟(主语)中。数学陈述通常是分析式的。
为了将分析性概念扩展到关系命题以适应数理逻辑的要求，规定如一命题的分析性仅来自其形式（即逻辑词项的意义），则此命题为句法分析命题。如：所有的单身汉是单身汉。如一命题的分析性不仅来自其形式，也来自非逻辑词项的意义，则该命题是语义分析命题。如：所有的单身汉都是未婚的。语义分析命题可以透过定义替代转变为句法分析命题。如将单身汉定义为“未婚成年男子”，替代得到句法分析命题“所有的未婚成年男子都是未婚的。”
综合陈述，主语与谓语相互独立。如：“我父亲的弟弟超重”。
由于自然语言的模糊性，有学者否认语义分析命题与综合命题之间存在明确划分，或干脆否认存在语句分析命题。另有学者认为应当以连续的命题序列代替传统对分析与综合的截然两分。
休谟已意识到这样的分别，但这种分别是康德清楚地提出的，后来由弗雷格给出了更明确的形式。维特根斯坦在他的《逻辑哲学论》中指出「分析式」陈述没有表达任何观点，也就是没有告诉人们新的东西。虽然他们不需要证实，他们也不具有知识性。

## 认识论流派

### 经验主义

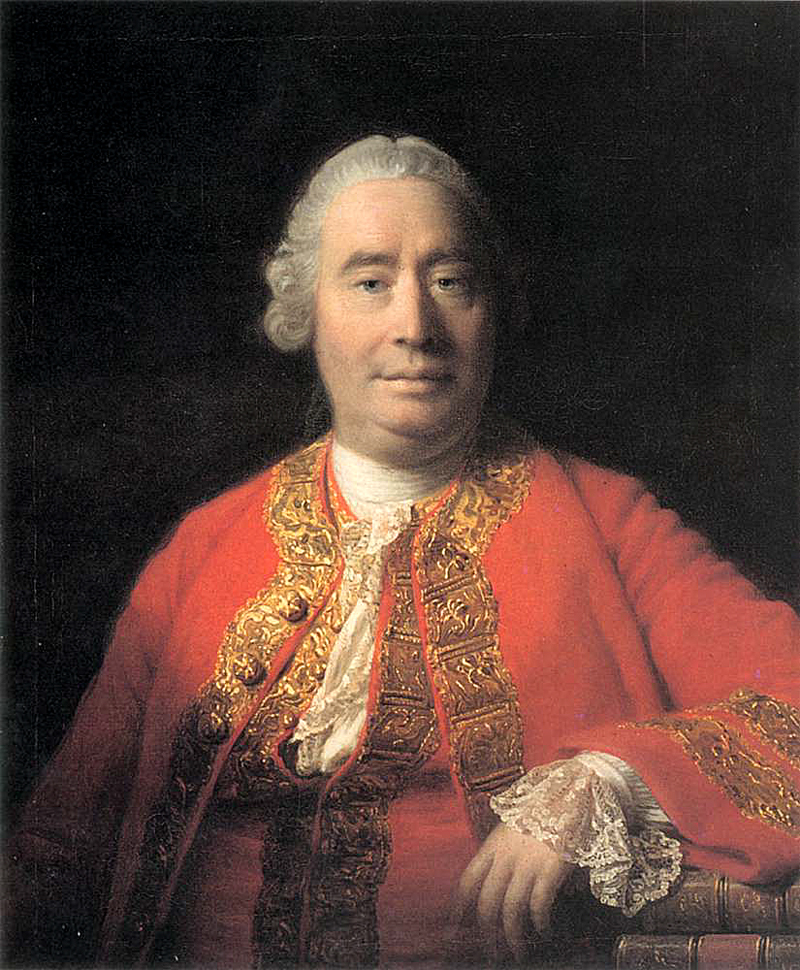
大卫·休谟是经验主义最坚定的支持者之一

经验主义注重经验的作用，认为知识是人类经验的产物，特别是感官所感知的经验。一些流派排除了数学和逻辑等一些学科，认为这些学科无需满足这种条件。
经验主义与科学有密切关系。虽然科学的效力毋庸置疑，在哲学上科学怎样和为什么起作用引起了争论。科学方法一度因为其保证科学实验的成功而被人所钟爱，但现在科学哲学所遇到的问题使人们更加偏向于融贯主义。
经验主义经常与实证主义相混淆，但后者更强调人对现实的看法，而不是人在现实中的经验本身。

### 观念主义
观念主义认为我们感知到的世界只是我们的观念构造。乔治·贝克莱、康德及黑格尔持不同的观念主义观点。

### 三個世界理論
波普爾的三個世界認為知識世界與物質世界和心靈世界一樣真實，波普爾認為知識之所以為客觀實體，在於其可以影響世界一（客觀物理世界），雖然要透過世界二（心靈主體）．

### 朴素实在论
朴素实在论属于直接实在论的分支，认为知觉能够直接提供关于客体真实存在的觉知（awareness）。客体遵从物理法则，且在无论是否有观察者时都保有他们的所有属性。客体由物质构成，占据着空间且具有如大小，形状，材质，气味，味道，颜色等属性，且这些属性通常能被正确地感知。

### 现象论
现象论从乔治·贝克莱的观点“感知到的便是存在的”中发展而来。根据他的观点，我们不能认为我们看到的事是独立于我们感官存在的个体。他认为真正存在的只有感官本身。

### 理性主义
理性主义者相信有并不来自感官经验的前知或先天思想。这一点可从很多经验中看出。这些思想可能来自于人类脑的结构，或者它们独立于大脑存在。如果它们独立存在，当它们达到一个必要的复杂程度时就能够被人类所理解。
理性主义者的观点可以被浓缩在笛卡尔的「我思故我在」，在这里怀疑论者可以看到他们怀疑这一单纯的行为暗示着有怀疑者存在。斯宾诺莎建立了其中只有上帝一件事物的理性体系。莱布尼兹建立了一个有无限多他的「单子」的体系。

### 具象主义
具象主义或表象实在论，与朴素实在论不同，只可以感知到它的表现。换言之，我们看到的世界及事物并不是它们本身，只是内在的虚拟现实的复制品。所谓的感官之纱使我们不能直接感知世界。

### 客观主义
客观主义，是艾茵·蘭德的认知理论，与朴素实在论相类似。她也认为我们透过感官从外在世界获得知识。客观主义未经加工的感觉信息会自动地被大脑融入感知的对象，这时意识去感知信息，而不是以任何方式创造或发明。一旦我们意识到两个实体彼此相像，而与其他不同，我们就可以将它们看作一个种类，这个种类可以将同种类的所有实体囊括，这样我们的意识就可用一个词将本无限的实体包含。客观主义拒绝纯粹的经验主义，它认为我们可以借助客观的概念而超越感官的层次。它也不承认纯粹的 具象主义和理想主义，它认为我们感知到的才是现实，谈论感知不到的知识是没有意义的。

## 当前的理论
现在的认识论理论以基础主义及融贯主义做基础。
苏珊·哈克（Susan Haack）试着将这两种学说融入她的基础融贯主义，她透过调和这两种理论而使她自己的理论更为可信。她的理论呈现在《证据与置疑：认识论的重建》（Evidence and Inquiry: Towards Reconstruction in Epistemology）一书中。
依靠主义包括依靠经常发生的事来做预测。（如，一个会说俄语的人可以用俄语来证实自己）。
这里有两种可靠证实的方法。
外在的(可靠，如：医生替我检查)
内在的(不可靠，如：依靠我内在器官的感觉)。